# 6596 Bittner
6596 Bittner è un asteroide della fascia principale. Scoperto nel 1987, presenta un'orbita caratterizzata da un semiasse maggiore pari a 2,5890678 UA e da un'eccentricità di 0,0813065, inclinata di 4,90533° rispetto all'eclittica.